# 岸雅司
岸 雅司（きし まさし、1955年7月24日 - ）は、山口県大島郡周防大島町出身の元社会人野球選手（内野手）、野球指導者。

## 来歴・人物
久賀高等学校を卒業した後に、社会人野球の本田技研で内野手としてプレーした。
1984年から2020年まで創価大学監督を務め、リーグ通算679勝を挙げた。教え子に小谷野栄一、小川泰弘、倉本寿彦、石川柊太、田中正義らがいる。
1990年、1994年、2002年、2005年の日米大学野球の日本代表のコーチも務めた。
長男の岸七百樹は、北海道日本ハムファイターズのチームディレクター兼チーフマネージャーを務めている。